# 天狗芸術論
『天狗芸術論』（てんぐげいじゅつろん）は、江戸時代の佚斎樗山による剣術書。同著者の『猫の妙術』と同様、精神面を主に説く。1729年（享保14年）刊。全4巻。題名にある「芸術」とは、「武芸と心術」（本来は、技芸と学術）の意。

## 内容
兵法書として扱われるが、実技を説いたものではなく、同著者の『猫の妙術』（『田舎荘子』所収、本書の2年前に刊）と同様、精神面を説く剣術書といえるもので、「気」と「心」と「道」のあり方を中心に展開する。
山中で剣術修行をしている木の葉天狗達が、修行後、武芸・心術（または学術）を議論し合い、その後、大天狗が問いに対し、答えていく形式。江戸期の妖怪としての天狗は仏教と関連した存在であるが、当著では、武芸・心術を儒教的観点から説いていくもので、いわば、天狗が儒学の立場の代弁者ともいえる存在として描かれ、巻之三においては、大天狗が、「仏教については詳しくは知らないが」とまでいわせている。部分的に仏教の用語も出てくるが、儒教の立場から仏教が語られ、同巻之三には、（儒家の）聖人（中国思想）の道にふれれば、天竺の仏氏（インドの僧侶）も感化される旨の記述がなされ、当著には、道・仏は同じ道＝無我無心に至るとしつつも、儒教が優位的に語られている。
最終的に剣術家の夢オチとして終わるが、「天狗がかかわる夢オチ」という点では、「天狗裁き」と通じるものがある。

## 物語

### 巻之一
「大意」には、心のあり方を説き、自然の法則に従うには、心術（＝精神面）で志深く、初学者には六芸をもって基盤を形成し、心法（大道）に入るべきとし、幼い内から六芸を学ぶ者はわがままにならず、身体健常で病身にもならず、心から国家のために尽くし、禄を無駄にしないと儒学的見地から語られる。また、芸を道（精神を大道）と解釈するような誤りがあってはいけないと記し、心術と心法は区別している。
ある剣術家が牛若丸時代の源義経（の伝説）に習い、山中へ入り、修行をしていたが、奥意をつかめず、満たされずにいた。牛若丸のように天狗にその道の極則を教わろうと何度も呼ぶも応答がない。ある夜、山中に風が起こり、翼のある天狗が数人、雲中にて叩き合っていた。しばらくして、全員、杉の梢（こずえ）に坐して、語り合いを始めた。
1人目の天狗は、古の芸術修行の手段を説明する。古人はその時に応じるのみと教えたと。心が剛でも技に熟さなければ、応じることはできず、技は気をもって修練する。気は心の作用で形を使う。だから「気の要」は、滞ることなく、剛健にして屈せざること。技の中の道理と器たる心身の機能が合致し、技が熟せば、気と融和し、技の中の理が現れ、心に疑いが無くなった時、事理（技と原理）一致して、気が収まり、精神が安定し、応用に支障が無くなる。ゆえに芸術は修練を要とする。技が熟さなければ、気は和せず、形も従わず、心と形と2つになり、自在にならなくなる。
2人目は、刀は切るもの、槍は突くもので、他に用いることはないと言い、体は気に従い、その気は心に従うと説き始める。心が動じない時は気も動ぜず、心が平で物事に捉われていない時は気も和して従い、技は自然に応じる。心が捉われれば、気は塞がり、手足を用いることに応じられない。技に心を留めれば、気が滞って和せず、心を強めても捉われて、虚になり弱になる。そして意識し過ぎることの害を説き、「懸（かかる）の中の待つ、待つの中の懸（懸待一致）」を悪く心得れば、意図的となって、大害となり、自在に動けないどころか、敵に翻弄される。一方、未熟者の方が応用所作を知らないから、ここを防ぎ、ここを打とうといった心（意図）が無いので、心気共に滞らず、世間のいう大形の兵法者よりも気の位では勝る所があるとしつつ、滞らないが、無知で血気に任せて、（結果として）無心なだけであるという。自然の妙用に形や相はなく、ゆえに気に形が生じれば、敵は形ある所を打ち、心に思うことなく、気が和して定まらない時は形なく、自在に動ける。だから意図的に剛にしなくても自然体で剛になる。思い（意図）がわずかにあれば、心の明かさは塞がり、自在でなくなると述べた。
3人目は、2人目の反論を述べつつ、切るには切る技、突くには突く技があると主張。心が剛であっても形（体の動き）に背く時、当たってはいけない所に当たり、技が理に違えば、達する所に届かない。捉われていない僧でも技に熟さなければ、用はなせないということを説明し、弓矢を引いて用いることは誰でも知っているが、技に熟さない者が射ても的の堅板は貫けないとし、弓の性質に逆らわず、弓我一体となって無心で放ち、その後も変わらないままの状態が弓道の習いと語り始める。意識して得られることでなく、理を知っても、心に徹し、技に熟し、修練の功を積まなければ、得られない。弓を引いて保つには、内で志正しく、外で体の姿正しくなければならず、力任せに引けば、弓と争い、2つとなり、逆に弓の力を妨げ、勢いを無くす。また、気と心の状態を儒書用語を引用して説明し、気を練り、心を修し、修行が熟した時こそ、剣術の極則に達すると説く。気で破るも心で破るも一つであり、心気一つでなければ、相手は破れない。ただし、気に弱い所があり、わずかに疑う心があるなら、この心術は実行しない方がいいとも語った。
天狗達が論ずる中、大天狗と見られる姿の1人が語る。各論には、皆、理が含まれているとし、古人の稽古法を語り始める。昔の師は無暗に口で教えず、弟子が苦心の末、自得し、それを師が確認し、満足のいく答えなら認めただけと。芸術に限らず、儒教といった学術も昔はそうであり、ゆえに昔は奥深かった。その上で、今の人の在り方や横着心を語り、昔の方法でやれば、修行者がなくなるから、今は師の方から教え聞かせ、手にとって指導するといった。昔の人が言葉足らずなのではなく、今の世が理屈ばかりなのだと。技は理により生じ、無形のものは有形のものの主。ゆえに気によって技を修練し、心によって気を修練するのが順序。しかし例外もあるとし、舟人や樵、瓦職人を例に説明していく。天狗達は次々と質問し、剣術の道は生死を2つに分けず、同一と意識する者が自在の働きをすると説いたり、剣術家と禅僧は修行の趣旨が異なり、後者は死に動じないが、生きるための役に立たず、死を嫌わないだけのことといって、（儒家）聖人は生きる場合は生に任せ、死ぬ場合は死に任せ、生死によって心を二分しないと説く。僧は生きるための技芸に関心がないからその技芸を自在にできないが、聖人の学問は生きる時は生の道を極め、死の時は死の道を極めると違いを明らかにし、有用性を説く。
昔から剣術家が禅僧に会い、極則を悟る者がいるのはなぜかという問いに、大天狗は、僧が剣術の極則を伝えた訳でなく、心にこだわりのない時は、よく変化に対応でき、生に執着すれば、逆に生きることが苦しくなり、この世を悪いものと思えば、心が理不尽に働き、生き方を誤ることを示しただけ。これは長年、気と技を修練した者だからこそ悟れたのであって、未熟者が名僧にあったところで、悟りは開けないと答えた。

### 巻之二
一切の芸術は楽器の使い方から茶碗廻しに至るまで修練によって上手となるが、その妙技を成させるのは全て気であるとし、自然の法則から説明し、気の変化を説いていく。仏僧は輪廻思想による再生流転を恐れるが、（儒家）聖人の学には再生輪廻の恐れはなく、気の変化により死に至るだけで、気を修練すれば、自ずから心の問題を理解すると儒の気学を説く。気に対するたとえ話を（河川上を進む舟で）した上で、形あるゆえ敵が生じ、我があるから敵があり、形が現れなければ、敵もなく、これを「敵も無く、我もなし」というとする。心のあり方を説いた上で、神がかって自由に動ける人を、剣術における悟入の人と言うとした。
武士たる者は、ただ志が挫けぬことが肝心であり、形の上では、老少、強弱、病身の者、公用多忙な者があるが、それらは「天命」であり、自決できることではないが、志だけは自分のものであり、天地も鬼神もこれを奪うことはできない。だから結果は天命に任せ、自分は己の志を実行するだけと志の重要性を語る。
子がどうしたら剣術を修得できるかといった問いに、昔は清掃作業や長者に呼ばれ、問いに答えることから始め、六芸に親しんだ後、大学に入って、心術を身につけたといい、修行の順序は、技の修得に努めさせ、手足の働きを習わせ、筋骨を鍛え、その上で気を修練し、心の修行をして、その究極の原理をうかがうようにすべきと答えた。人欲が邪の原因であり、学術の目的は人欲の妄動を抑え、心本来の性質を害することがないようにすることに尽きる。邪が退いた時、天理（心に備わった本来の自然道理）だけが現れる。剣術もそのようなものである。

### 巻之三
「動いて動くことなく、静かであって静かでない」とはどういうことかという問いに、心は物事のために動かされる訳ではないとした上で、剣術の場合、多勢に囲まれ、左右に闘っても、生死の問題とは決別し、精神は安定し、動揺しない状態を、「動いて動くことはない」と説明し、乗馬者と馬でたとえ話をする。では、静かで静かなことがないとは何か。感情が生じていない空で、蓄えもない状態が「心の本体」であり、無欲時、何か物事が到来すれば、それらに次々と対応し、働きが途絶えない。心の本体は静かで動かず、動いて物事に対応するのが「心の作用」であり、本体も作用もその源は一つであり、これを、動いて動くことなく、静かであって静かなことがないという。敵を憎むことなく、恐れることなく、どうこうしようと思わない状態でありながら、攻められれば、支障なく自在に対応し、体は動いて心は冷静な状態を失わない。心は静かであっても、体を動かす働きを欠かさない。また、鏡でたとえ話をする。
「水月」とは何かという問いに、諸流で色々いわれているが、無心で本来の理に適った対応を、月が水に映る事象の相互関係に例えたものと答えた。ただし心には形も色もないと説明する。
諸流に「残心」があるが分からないという問いに、技に捉われず、心の本体が動じないことと答え、心の本体が動じない時は応用の働きが明らかであると述べた。十分に打ち込んで奈落の底まで打ち落したとしても、自分は元の自分で打つ前と少しも変わらない。ゆえに前後左右、何の支障もなく自在に動ける。心を入れて残すことではない。心を残せば、考えが2つに分かれる。また心本体が明らかでないまま、心を入れないのであれば、盲打盲突となる。明らかさは心本体が動じない所より生じる。ただ明らかに打ち、明らかに突くのみ。これらのことは語り難く、心得違いをすれば、大害となる。
諸流に「先」があるがという問いに、初心者の鋭気を助長し、惰気に鞭打つための言葉と答え、心本体が動じず、自分を失わず、浩然の気が身体に満ちるような時は、いつも我に先があると説明し、他人より先に打ち込もうとする心遣いではないと語る。剣術は生気を養って、死気を除去することを要とする。「懸の中の待つ、待つの中の懸」など、皆、自然応用であって、初心者のために名付けているだけ。それらは皆、「動いて動くことなく、静かであって静かなことがない」という意味。体の動静は気の作用で、心は気の主。気には陰陽清濁のみ。形（動き）は気に従うもの。ゆえに剣術は気の修行が要。気は剛と和が片寄ってはいけないと説き、弱と柔、休と惰の違いを説明し、水と氷で例える。
諸流ともその極則は同一とし、極則は是非を争うべきこともないと語り、大本は一つだが、色々分かれた時、善悪や邪生、剛柔や長短が生じ、末端まで論じつくせないといった。それは学術も同じであり、老子、仏教、荘子、列子、巣父、許由も過程は異なれど、無我無心の心本体を見ることは同一とした上で、聖人の思想に触れれば、仏氏といえども感化され、異学の徒といえども、聖人の別派であり、大道に背くことはできないと（儒学を優位的に）語る。
清らかさだけを用い、濁りを捨て去るのはなぜかという問いに、濁りも用いることはあるが、剣術の用は速さを貴ぶと答え、濁気が心に与える害を説いていく。
気はどう修練すればいいかという問いに、ただ濁気を除去するのみと答える。濁は陰気のカスで、カスは止まって活せず。すでに濁水となったものは清めることはできず、物を加えて注いでも返って物を穢すとたとえ話をし、学術によって、具わった知性を明らかにして、濁を除去すると説明する。
陰陽、元は一つの気だが、分かれている時は千差万別も異なる。一つの気でありながら、度合が異なるということを知らなければ、道は明らかにならない。今のところ、木の葉天狗は心本体を通して理解していないため、試みをしても、結果、有無によって議論するしかないといい、気の中にある心について、水中の魚に例え、心は気の剛健さによって自在でいられ、気が無くなれば、心も存在しなくなるといった。気が動じれば、心も穏やかでなくなる。
また、「天に任す」と「運に任す」は異なると違いを語り、例で説明した。
心の修養はどのようにするのかという問いに、まずは良知を発見することと答えた。良知とは、心本体の優れた明析の人と凡人では異なり、前者は是非邪正を照らして天地神明に通じ、後者は濁気の妄動に覆われ、全ては照らせず、隙間からわずかに（照らし是非邪正を）発見するものを良知という。また良心についても語り、良知を信じ従い、良心を養い、私念により害することがない時、濁気妄動は自然に静まり、天理の明析さが現れる。私念は己が得たい心から生じ、己の利益のみ考える時は人に害を与えることもかえりみず、終には邪まを成し、身を滅ぼすに至る。心を修練することと気を修練することは別のことでない。ゆえに孟子の「浩然の気を養う」の論は、志を持するだけを説き、気を養う工夫を論じていないと説明した。
仏僧が意・識を憎み、離れようとするのはなぜかという問いに、仏教の工夫は知らないが、意識は知に用いるのに必要で憎むべきものではないと答え、情を助け、心本体を離れ、己の利益のために動くことを憎むのみといった。意識を士卒に例え、私欲の害を説くが、意識が悪い訳ではないと説いた。聖人の意は身勝手な働きをせず、自然法則に従って働くため、意が働いた跡も残らない。ゆえに私意無しという。
昔の中国にも剣術の伝書はあったかという問いに、我未だそのような書を見ないと答えた。和漢共に、古は気の剛強活達を主として生死をかえりみず、力をもって争うとみえると述べた。荘子の「説剣の扁」などを見るに皆そうである。「達生の扁」に「闘鶏を養う」の論がある。これこそ剣術の極則。しかし荘子は剣術のために論じた訳でなく、気を養うの生熟を論じただけ。理に2つ無し。一切のこと、学問とも剣術ともなる。和朝の剣術書を見るに、かつて向上論はない。ただ軽業早業の術を習うものとみえる。多くの者は天狗を祖とする。
剣術は心身を用いるための技なのに、なぜ秘することがあるのかという問いに、初心者のためと答える。秘さなければ、初心者の方が信用できないと。方便であり、秘する技は皆、末端の技で、極則を秘している訳ではない。初心者は教えると、理解したと思って、他人に喋る。それは返って害となるから、理解できぬ内は教えぬということ。ゆえに剣術の極則を秘するのは兵法の方便。
心気は一体。分けて例えるなら、火と薪であり、火に大小なく、薪が不足すれば、勢いが盛んでなくなり、湿れば、火光明らかにならず。心が明らかでないと、気の行き場を失い、妄動し、剛健果断の主を失い、小ざかしい知恵をもって、返って心の明らかさを塞ぐ。心暗く、気が妄動する時、血気盛んでも、物事は自在に動かない。血気は一時的で根拠がない。初学の士は、まず孝悌を尽くし、欲を捨て去ること。小ざかしい知恵は気を害す。

### 巻之四
槍には直槍、十文字槍、鉤槍、管槍など伝があるが、どれが有利かという問いに、槍は突くための道具であって、自在に操るのは我であり、武器ではないと答えた。しかし、鎌を付け、柄に鉤を仕込み、または管をかけて用いるのは、先人の得たものをさらに工夫し、武器の働きを極めて、これを用いて自在になせるようになったということ。使い慣れた武器が有利であり、それに達して至れば、棒でさえ槍となるといった。
また、気の整え方について語り、腹の上に手を置けば、気は腹に集中し、ゆえに気が満ちている所に手は置かず、気が虚空になっている所に置くのが習わしと説明する。神道の内清浄と外清浄も説明し、これも元々一体であると説く。
禅僧が子供にいった逸話を出し、腹を張れば、気が引き下がって集まり、しばらく気が体内に満ちて強くなる。驚いたり、怖れるのは、気が不足し、上の方にあるためと説明した。
多くは上半身を動かして動くため、頭も動き、人によっては全体をゆすって歩く。善い歩行者は腰より上は動かず、足だけで歩行するゆえ、体は静かで五臓六腑をゆすることなく、形でも疲れない。これは貴人の輿をかつぐ歩行者を見ればわかる。剣と戟を扱う者も気が濁って片寄る時、足だけ動かして歩くことができない。頭につられ、全身がゆすると形に欠陥があり、気が動じて心が静かにならない。刀は右足を、槍は左足を前にし、立つ時は進む前足を活かして立つものといった。常に修行であり、道を歩く時も、座る時も、寝ている時も、人と対面する時も工夫次第で修行となると説いた。またたとえ話として、猿楽の太夫や蹴鞠をする者を出し、語った。
軍学は謀計をもって欺く術だが、この道に熟せば、小ざかしい知恵を助長し、心術の害とならないかという問いに、君子が用いる時は国家治平の武器となり、小人が用いる時は己を害する人を傷つける武器となると述べ、道を志し、私心の混じらない時、例え盗賊の術を学ぶとしても盗賊を防ぐ術となり、志の害とはならないと語った。志がもっぱら情欲利害に基づき学べば、聖賢の書といえども小ざかしい知恵の助けとなってしまうゆえ、まず正道の志を立て、万事を学ぶべきと説き、我に正道なくて軍術を学べば、功利の言にいちいち喜び、心が動き、小ざかしい知恵の巧みさを求め、これこそ士道と誤ることになる。剣術者も芸に熟し、これを辻斬り強盗に用い、男道と思えば、芸術は返って身の害を招くといい、芸術の罪ではないとした上で、志の誤りを熊坂（盗賊）と弁慶でたとえ話をする。謀計は士道ではなく、これを用いて忠戦を成すことを士道とするのであるといった。また弁慶の逸話を引用し、弁慶が杖で義経を打ったのは忠ではなく、君難を救ったことが忠であると説いた。跡をもって論じ、事をもって論ずるのは知恵ではない。
将には人情が必要とその重要性と人情がないことの害を説く。
謀をすれば、相手も謀を用いて自分を欺こうとするというと、版画の原版に例え、手本を学んでこそ、新しい手も生じると答えた。これは学術も同じで、先人の例があってこそと述べた。
軍中では敵味方大勢で独り働きの如く自由に成り難い。常に古人の跡を参考にし、法を出し、士卒を練り、駆け引きが自在になるよう、備えを立てることを要とすると語る。
今自分が父祖の陰徳により幸福とはいえ、わずかに思い違いをすれば、種々の妄心が生じ、終に天狗界に入り、父祖の陰徳を削り、身に災いがふりかかること、矢より早いと述べ、汝らも怖れ慎むようといった。天狗界とは何かを語り、心の状態を説明した上で、汝らはよく心を修し、気を収め、魔界を去り、人間（じんかん）に出て、道を求めるべきといった。また、鼻長く、嘴あり、翼あるのを、人に勝っていると思って、愚人を騙すが、これら身の一部は返って心を苦しめ、人に害を与える器官でしかないといった。学術、剣術、己を知ることを専務とする。心が明らかになれば、身をわきまえ、敵もなくなる。無欲なら討たれるような虚がなく、勢いで挫けず、欲を利用して動かすことも、巧み技によって欺くこともできない。我もこのことを思って慎んでいるが、凡情、未だ断ち切れず、熱湯を飲む（仏教で心が静まらないの意）ことを多少免れているだけで、今なお天狗の輩で、いつか人の世に出、道を悟ろうと思っていると述べると、谷がこだまし、風が当たり、夢がさめる。山と見えていたのは屏風であり、剣術家は怖れおののき、横たわっていた。

## 備考
- 巻之一において、2人目の天狗は、槍は突くもので他に用いないと語っているが、『雑兵物語』には、「集団では槍は上から叩くもの」と記しており、また、佐分利流（鉤槍を用いる）では、「槍は切るもの、刀は突くもの」としており[4]、実際は突く以外にも用途がある。
- 3人目の天狗が、捉われていないからといって、禅僧が政治を行ったり、大将として敵を攻めたりすることができるか、と語り、煩悩を蓄えていなくても用はなせないと主張する場面があるが（要約のため、「物語」には記述していない）、戦国期に比べて身分の固定化が進んだ近世ゆえの表現であって、雪斎の三国同盟に見られるように、当時は外交に僧侶が用いられていた上に、一向一揆にみられるよう、武装集団として率いている。
- 巻之四において、「正道の志を立ててから万事（軍学・軍術）を学ぶべき」と記されているが、陰陽思想主体の兵書『闘戦経』でも、「体を鍛える方が先で、兵法を学ぶのは後」としている点で、実技より基盤作りを先とする考え方が古くからあることがわかる。
- 学術を重要視しているという点では、文武両道を説いた書ともいえる。
- 武道書における「芸術」という語の使用例は柔術にも見られ、吉田千春・磯又右衛門『天神真楊流柔術極意教授図解』（八幡書店、初版明治26年）の目録第四「芸術進達に必要なる心法」や第六にも表記がみられる（若い内から、酒・色・財の三毒に浸れば、芸道進達を妨げると説明している）。